# Lispe erratica
Lispe erratica är en tvåvingeart som först beskrevs av Malloch 1932.  Lispe erratica ingår i släktet Lispe och familjen husflugor. Inga underarter finns listade i Catalogue of Life.